# Campionati del mondo di mezza maratona 1998
I Campionati del mondo di mezza maratona 1998 (7ª edizione) si sono svolti il 27 settembre nelle cittadine di Zurigo e Uster, in Svizzera. Vi hanno preso parte 236 atleti (di cui 139 uomini e 97 donne) in rappresentanza di 54 nazioni.

## Gara maschile

### Individuale
| Posizione | Atleta            | Nazionalità | Tempo    |
| --------- | ----------------- | ----------- | -------- |
| Oro       | Paul Koech        | Kenya       | 1h00'01" |
| Argento   | Hendrick Ramaala  | Sudafrica   | 1h00'24" |
| Bronzo    | Khalid Skah       | Marocco     | 1h00'24" |
| 4º        | Seid Ibrahim      | Etiopia     | 1h00'31" |
| 5º        | Gert Thys         | Sudafrica   | 1h00'37" |
| 6º        | Antonio Silio     | Argentina   | 1h00'45" |
| 7º        | Luís Jesus        | Portogallo  | 1h01'10" |
| 8º        | Tendai Chimusasa  | Zimbabwe    | 1h01'14" |
| 9º        | Abner Chipu       | Sudafrica   | 1h01'20" |
| 10º       | Shem Kororia      | Kenya       | 1h01'30" |
| 11º       | John Gwako        | Kenya       | 1h01'36" |
| 12º       | Ronaldo da Costa  | Brasile     | 1h01'40" |
| 13º       | Joseph Kibor      | Kenya       | 1h01'42" |
| 14º       | Bartolomé Serrano | Spagna      | 1h01'43" |
| 15º       | Martín Fiz        | Spagna      | 1h01'47" |

### A squadre
| Posizione | Squadra    | Atleti                                               | Tempo    |
| --------- | ---------- | ---------------------------------------------------- | -------- |
| Oro       | Sudafrica  | Hendrick Ramaala Gert Thys Abner Chipu               | 3h02'21" |
| Argento   | Kenya      | Paul Koech Shem Kororia John Gwako                   | 3h03'07" |
| Bronzo    | Etiopia    | Seid Ibrahim Girma Alemayehu Addis Abebe             | 3h05'18" |
| 4º        | Portogallo | Luís Jesus Luís Novo Carlos Patrício                 | 3h05'22" |
| 5º        | Spagna     | Bartolomé Serrano Martín Fiz Francisco Javier Cortés | 3h05'32" |

## Gara femminile

### Individuale
| Posizione | Atleta              | Nazionalità | Tempo    |
| --------- | ------------------- | ----------- | -------- |
| Oro       | Tegla Loroupe       | Kenya       | 1h08'29" |
| Argento   | Elana Meyer         | Sudafrica   | 1h08'32" |
| Bronzo    | Lidia Șimon         | Romania     | 1h08'58" |
| 4ª        | Olivera Jevtić      | Jugoslavia  | 1h10'02" |
| 5ª        | Annemari Sandell    | Finlandia   | 1h10'04" |
| 6ª        | Joyce Chepchumba    | Kenya       | 1h10'10" |
| 7ª        | Julia Vaquero       | Spagna      | 1h10'33" |
| 8ª        | Cristina Pomacu     | Romania     | 1h10'39" |
| 9ª        | Yukiko Okamoto      | Giappone    | 1h10'50" |
| 10ª       | Leah Malot          | Kenya       | 1h11'04" |
| 11ª       | Albertina Dias      | Portogallo  | 1h11'08" |
| 12ª       | Alina Ivanova       | Russia      | 1h11'18" |
| 13ª       | Svetlana Zacharova  | Russia      | 1h11'26" |
| 14ª       | María Luisa Larraga | Spagna      | 1h11'30" |
| 15ª       | Maria Guida         | Italia      | 1h11'31" |

### A squadre
| Posizione | Squadra  | Atleti                                            | Tempo    |
| --------- | -------- | ------------------------------------------------- | -------- |
| Oro       | Kenya    | Tegla Loroupe Joyce Chepchumba Leah Malot         | 3h29'43" |
| Argento   | Romania  | Lidia Șimon Cristina Pomacu Constantina Diță      | 3h32'19" |
| Bronzo    | Spagna   | Julia Vaquero María Luisa Larraga Rocío Ríos      | 3h34'18" |
| 4ª        | Russia   | Alina Ivanova Svetlana Zacharova Firiya Sultanova | 3h34'37" |
| 5ª        | Giappone | Yukiko Okamoto Kazumi Matsuo Mayumi Ichikawa      | 3h36'18" |

## Medagliere
| Posizione | Paese     | Oro | Argento | Bronzo | Totale |
| --------- | --------- | --- | ------- | ------ | ------ |
| 1         | Kenya     | 3   | 1       | 0      | 4      |
| 2         | Sudafrica | 1   | 2       | 0      | 3      |
| 3         | Romania   | 0   | 1       | 1      | 2      |
| 4         | Etiopia   | 0   | 0       | 1      | 1      |
| 4         | Marocco   | 0   | 0       | 1      | 1      |
| 4         | Spagna    | 0   | 0       | 1      | 1      |
| Totale    | Totale    | 4   | 4       | 4      | 12     |